# Trance 80's Vol 2
Trance 80's Vol. 2 är ett samlingsalbum, utgivet 4 november 2002 som en dubbel-CD av Polystar Records

## Låtlista

### CD 1
1. Mark 'Oh, Digital Rockers  Because I Love You (3:50)
2. Beat Checkazz,  The Power Of Love (3:43)
3. Jan Wayne,  Only You (3:24)
4. Alex Butcher,  Sweet Dreams (3:03)
5. Absolute 3,  All By Myself (4:30)
6. CK & Supreme Dream Team,  Dreamer (3:16)
7. Anaconda,  I Need A Hero (3:35)
8. DJ R.O.C.K.,  Dein Ist Mein Ganzen Herz (3:19)
9. DJ Valium,  Let's All Chant (3:32)
10. Sinatic,  Oh L' Amour (3:27)
11. Twilight (3),  Heaven Is A Place On Earth (3:23)
12. DJ Mind-X,  Down Under (3:39)
13. CreamTeam,  Div X (3:15)
14. Mystral ,  Falling Star (Cherish) (3:37)
15. Playahitty, vs. Sasha De Vries  The Summer Is Magic (3:48)
16. Madhouse,  Like A Virgin (3:30)
17. Komma 8 Komma 1,  Popmusic (3:00)
18. Moni B.,  Stripped (3:22)
19. Frankie Goes To Hollywood,  The Power Of Love 2000 (4:08)
20. DJ S.P.U.D.,  Set It Off (2:56)

### CD 2
1. Jan Wayne,  Total Eclipse Of The Heart (3:30)
2. Mythos 'N DJ Cosmo,  Heaven Is Closer (Feels Like Heaven) (3:03)
3. Kim Carnes,  Bette Davis Eyes 2002 (3:09)
4. Klubb DJz,  Into The Groove (3:27)
5. Safyre,  I Will Always Love You (3:49)
6. Club Candy,  Words 2002 (3:33)
7. Phonkillaz,  I.O.U. (3:25)
8. M-Tik,  Don't Stop Me Now (3:47)
9. Starship,  We Built This City (DJ Tom, Stephen & Sam-Pling Mix) (3:48)
10. Timewarp,  vs. Peter Schilling  Major Tom (3:15)
11. Madhouse,  Holiday (3:34)
12. Davina,  Sailing (3:47)
13. Adelante,  Midnight Baby (3:30)
14. DJ Ross,  Dreamland (3:58)
15. Sweep,  Running Up That Hill (3:45)
16. Aurora,  Ordinary World (4:15)
17. Secret Tunes,  House Of The Rising Sun (3:48)
18. No Iron,  Enjoy The Silence (3:43)
19. New Sonic,  The Politics Of Dancing (3:35)
20. Mathias Schaffhäuser,  Hey Little Girl (3:58)